# Angmarul poatta
Az Angmarul poatta (hangul: 악마를 보았다, RR: Angmareul boatda), angol címén I Saw the Devil egy 2010-ben bemutatott dél-koreai thriller, melynek rendezője Jee-woon Kim, főszereplői Byung-hun Lee és Min-sik Choi.

## Cselekmény
|  | Alább a cselekmény részletei következnek! |

Kim Soo-hyeon szerelmét egy kegyetlen vadállat elrabolja, és brutális módon végez vele. Kim eldönti, hogy ha törik, ha szakad, ő bosszút fog állni. Amikor rátalál Kyung-chul-ra, az erőszakos gyilkosra, ő éppen egy újabb áldozatával van elfoglalva, és amikor zajokat hal, felhagy addigi tevékenységével és felfedezi Kim-et, és ölre menő harc kezdődik köztük. Kim jön ki győztesen a párharcból, de nem öli meg Kyung-ot, hanem egy nyomkövetőt tesz belé és otthagyja a saját mocskában fetrengeni. Amikor Kyung magához tér, értetlenül veszi tudomásul, hogy vajon miért nem halt meg, de ha már így alakult, akkor egy újabb portyára indul. Talál is egy újabb nőt, de alighogy bele kezd a hajlamai kiélésébe ismét felbukkan Kim, aki megint alaposan szétveri, de nem végez vele. Kyung-nak nagyon gyanús a dolog, hogy már másodjára történt ez meg, és később rájön, hogy nyomkövető van benne, aminek ideje kijönnie belőle. Most már szabadon garázdálkodhat, és Kim szeretteit veszi célba, hogy törlesszen.

## Fogadtatás
Az IMDb-n  7,8/10, 69 601 szavazat alapján. A Metacritic oldalán 67/100, 19 kritika alapján. Az Asian Film Awards-on 2011-ben a film elnyerte a legjobb vágás díját, és egy legjobb operatőr jelölést is besöpört. A Blue Dragon Awards-on 2010-ben a legjobb zene díját nyertel el, és Byung-hun Lee-t a legjobb színésznek jelölték.